# عهدنامه کوچوک قینارجه

امپراتوری عثمانی بخشی از قلمروی خود را به امپراتوری روسیه واگذاشت: به‌طور مستقیم به روسیه (قرمز-سبز) و به‌طور غیرمستقیم از طریق استقلال خانات کریمه (زرد-سبز) که سپس‌تر روس‌ها در سال ۱۷۸۳ ضمیمهٔ امپراتوری خود کردند.

عهدنامهٔ کوچوک قینارجه عهدنامه‌ای بود که در ۲۱ ژوئیه ۱۷۷۴ میلادی میان امپراتوری روسیه و امپراتوری عثمانی در محلی به نام کوچوک قینارجه (در بلغارستان امروزی) پس از شکست امپراتوری عثمانی در جنگ روسیه و عثمانی (۱۷۷۴–۱۷۶۸) به امضاء رسید.
بر پایهٔ این عهدنامه، روسیه مناطق والاچیا و مولداوی را به امپراتوری عثمانی بازگرداند، اما حق حفاظت از مسیحیان در امپراتوری عثمانی و دخالت در والاچیا و مولداوی در صورت سوء ادارهٔ عثمانی‌ها را به دست می‌آورد. شبه‌جزیره کریمه مستقل اعلام شد، اما سلطان عثمانی به عنوان خلیفهٔ مسلمانان رهبر مذهبی تاتارها باقی می‌ماند. روسیه کاباردینو در قفقاز و حاکمیت نامحدود شماری از بندرها را به دست آورد، روسیه در سال ۱۷۸۳ و ۱۷۹۱ تمام کریمه و مولداوی و دریای سیاه را به تصرف خود درآوردند و حق و حاکمیت عثمانی را در دریای سیاه گرفت.